# Wacholderheiden und Grünland nördlich von Niederlemp
Wacholderheiden und Grünland nördlich von Niederlemp este o arie protejată (arie specială de conservare — SAC, sit de importanță comunitară — SCI) din Germania întinsă pe o suprafață de 48,15 ha, integral pe uscat.

## Localizare
Centrul sitului Wacholderheiden und Grünland nördlich von Niederlemp este situat la coordonatele 50°39′07″N 8°25′10″E / 50.6519°N 8.4194°E.

## Înființare
Situl Wacholderheiden und Grünland nördlich von Niederlemp a fost declarat sit de importanță comunitară în aprilie 1999 pentru a proteja un număr necunoscut de specii din flora spontană și fauna sălbatică aflate în arealul zonei. Situl a fost protejat și ca arie specială de conservare în martie 2008.

## Biodiversitate
Situată în ecoregiunea continentală, aria protejată conține 4 habitate naturale: Formațiuni de Juniperus communis pe lande sau pajiști calcaroase, Fânețe de joasă altitudine (Alopecurus pratensis, Sanguisorba officinalis), Roci stâncoase cu vegetație pionieră de Sedo-Scleranthion sau Sedo albi-Veronicion dillenii, Păduri de fag Luzulo-Fagetum.
La baza desemnării sitului se află un număr nedeclarat de specii protejate.
Pe lângă speciile protejate, pe teritoriul sitului au mai fost identificate 39 de specii de plante, 15 specii de nevertebrate.